# Princezna zakletá v čase 2
Princezna zakletá v čase 2 je pokračování české fantasy pohádky režiséra a scenáristy Petra Kubíka z roku 2020. Oproti prvnímu filmu tu převažují fantasy prvky nad těmi pohádkovými. K vidění je ne méně než devět stovek digitálních triků; které má na svědomí QQ studio Ostrava (komplexní obrazová, triková a zvuková postprodukce) a pomohl i pražský Paranormal (unikátní face mapping technologie). Film byl uveden do českých kin 17. listopadu 2022. Titulní píseň „Cesta z bodláčí“ nazpívala Tereza Mašková, společně s Markem Lamborou, Jánem Jackuliakem a Simonou Zmrzlou.

## Děj
Děj se zaměřuje na kamarádku princezny Elleny alchymistku Amélii, která se vydává na cestu do Ayry, magického města alchymistů. Princezna Ellena a princ Jan z Calderonu doprovázejí Amélii na cestě, kdy musí čelit nové hrozbě v osobě Pána Run, který se chce zmocnit všech pěti prvorun, které střeží alchymisté v Ayře. Dospívající Amélie podstupuje vnitřní konflikt; musí totiž volit mezi magickou mocí, deformující její duši, a láskou k nejbližším.

## Produkce
Film se natáčel v barrandovských filmových studiích, kde jako město Ayra posloužila dekorace středověkého města Knightfall.